# Elvirasminde (företag)

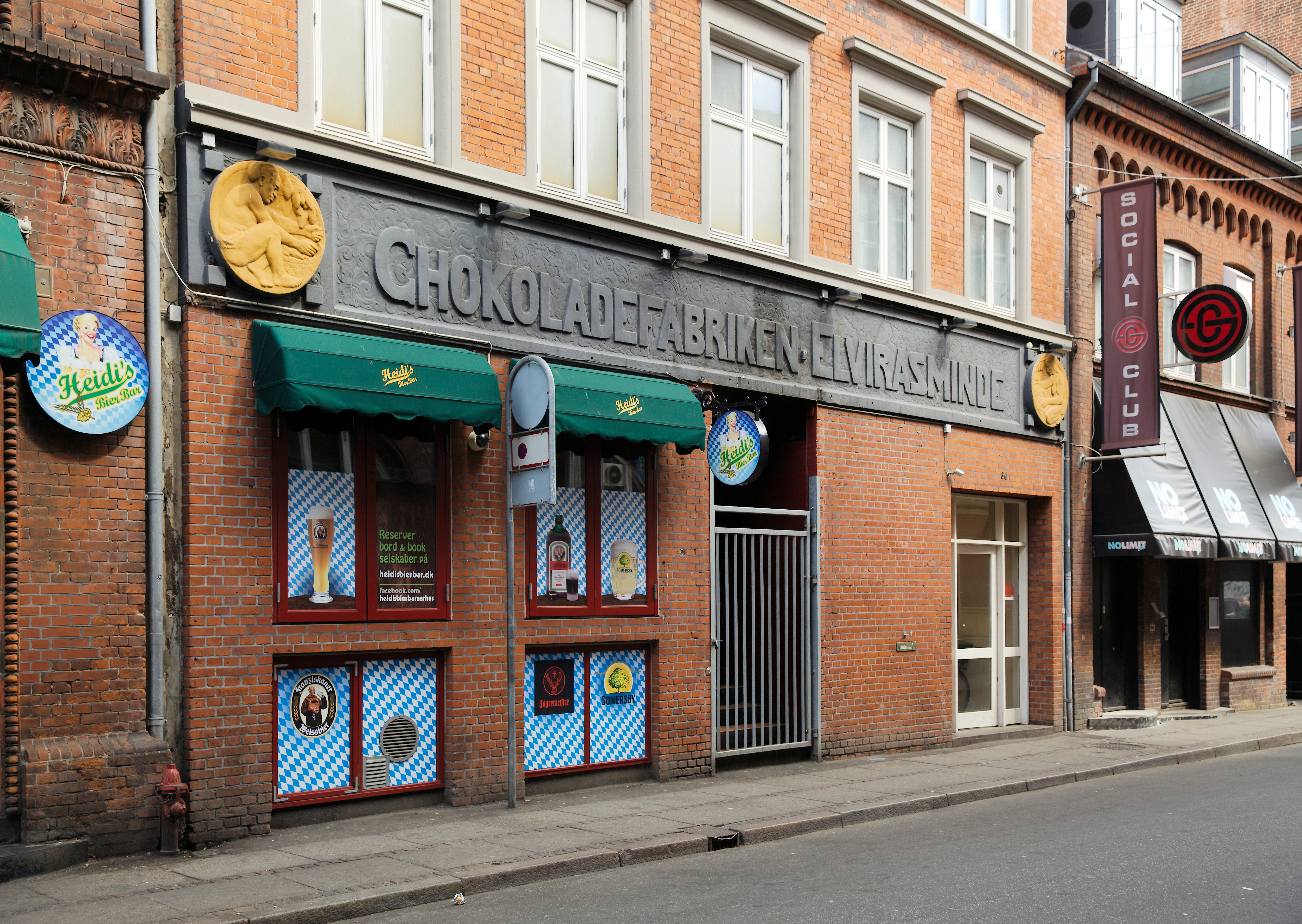
Elvirasmindes gamla chokladfabrik vid Klostergade i Århus

P. Chr. Petersen's Eftf., Chokoladefabriken Elvirasminde A/S, är ett danskt chokladföretag, som tillkom genom en sammanslagning av två chokladfabriker i Århus. I dag ligger fabriken i Skanderborg och tillverkar enbart konfektyren skumbollar.
År 1866 grundade Eiler Christian Mehl (1815-1890) en chokladfabrik vid Wallensteins skans i Århus. År 1875 köptes fabriken av den tidigare apotekaren Anton Theodor Ramsing (1844-1922), som 1875 döpte om den till Elvirasminde efter sin hustru Elvira.
Den andra fabriken, P. Chr. Petersens Sukkervarefabrik, grundades 1877 av P. Chr. Petersen (död 1893). År 1893 övertogs den av fabrikör Frits Clausen (1871-1927), som 1902 också köpte den då nedlagda chokladfabriken Elvirasminde. Genom köp av grannfastigheter och tillbyggnader växte fabriken i Århus centrum fram till 1922–1923 till ett stort fabrikskomplex. Fabriken tillverkade alla slags choklad- och sockervaror. Fritz Clausen utvecklade också sin egen chokladtyp, som benämndes ”Danica” och som blev populär. År 1913 hade företaget 325 anställda. 
Efter Clausens död 1927 övergick verksamheten i ett familjeägt aktiebolag. Det gick i konkurs 1967. Tillverkningen av vissa produkter fortsatte, efter det att produktionen flyttats till Hasselager. Efter det att fabriken brunnit ned 1985, flyttades produktionen till Skanderborg. Företaget heter idag Elvirasminde.
Den tidigare chokladfabriken i Århus uppfördes 1912 efter ritningar av Christian Frühstück Nielsen och byggdes ut i flera etapper. Byggnaderna vid Klostergade 32-34 i Århus finns kvar. Det tidigare fabrikskomplexet används idag för kontor, undervisningslokaler och ett diskotek.